# Titularbistum Chaialum
Chaialum (ital.: Chayal dei Siro-Malankaresi ) ist ein Titularbistum der römisch-katholischen Kirche in der Kirchenprovinz Trivandrum auf dem indischen Subkontinent.
| Titularbischöfe von Chaialum |                                  |                                    |                  |                    |
| Nr.                          | Name                             | Amt                                | von              | bis                |
| 1                            | Paulos Philoxinos Ayyamkulangara | Weihbischof in Trivandrum (Indien) | 11. Oktober 1977 | 3. November 1998   |
| 2                            | Isaac Cleemis Thottunkal         | Weihbischof in Trivandrum (Indien) | 18. Juni 2001    | 11. September 2003 |
| 3                            | Gheevarghese Mar Aprem           | Weihbischof in Kottayam (Indien)   | 29. August 2020  |                    |